# Raymond de Kerchove d'Exaerde
Raymond Charles de Kerchove d'Exaerde (Anvers, 2 juillet 1847 - Gand, 27 février 1932) est un gouverneur de province belge.
De Kerckhove est gouverneur de Flandre orientale de 1885 à 1919. Il est l'un des fondateurs du Le magazine littéraire et scientifique gantois (1884-1898).

## Biographie
Raymond de Kerchove est le fils du destinataire de l'enregistrement Constant de Kerchove (1812-1900) et de Zoé Pieters (1817-1900). Constant obtient la reconnaissance de la noblesse héréditaire le 12 avril 1884. Par décret royal du 22 décembre 1888, Lord Raymond, comme son père, obtient l'autorisation d'ajouter «d'Exaerde» à son nom de famille. En 1898, il obtient le titre de baron transférable à la naissance.
De 1872 à 1882, Raymond est conseiller municipal et maire de Woubrechtegem. En 1878, il est élu conseiller provincial pour la Flandre orientale et le reste jusqu'à sa nomination au poste de gouverneur en 1885.
Il est également membre du conseil d'administration de l'Association royale d'aviron 'Sport Nautique de Gand'.
Raymond de Kerchove épouse sa cousine Valentine de Kerchove (1850-1936) et la famille a sept enfants, dont le baron Georges de Kerchove (1873-1944), maire de Bellem, le baron René de Kerchove (1883-1971), le capitaine au long cours et auteur scientifique renommé, entre autres du International Maritime Dictionary (1948) et le baron Henry de Kerchove (1889-1979), moine de l'abbaye de Maredsous. Cette branche familiale est éteinte dans la lignée masculine.

## Bellem
Raymond de Kerchove est l'héritier du château de Bellem, hérité de son épouse Valentine de Kerchove, fille de Fréderic Marie de Kerchove (1805-1880) et d'Elise Marie de Naeyer (1812-1898). Le château est aussi une propriété familiale du côté de la mère: Elise Marie de Naeyer était (encore du côté de la mère) la petite-fille de Jacob Lieven van Caneghem qui a acheté le château au début du 19e siècle. L'épouse de Raymond est la sœur du sénateur Eugène de Kerchove d'Exaerde, d'Alice Marie de Kerchove (arrière-arrière-grand-mère de la reine Mathilde) et de Robert de Kerchove, fondateur et premier abbé de l'abbaye de Keizersberg.
Le château est vendu par les héritiers ultérieurs en 1963 à l'association "Fédération des congrégations sœurs du diocèse de Gand". De 1965 à 2017, c'est une maison de retraite pour religieux et un centre de réflexion et de rencontre pour tous, sous le nom de «Mariahove». En 2017, le Château est acheté par le Baron Amaury de Crombrugghe de Picquendaele, arrière arrière petit fils de Raymond. Ainsi le château de Bellem revient dans la famille.

## Sources
- Oscar COOMANS DE BRACHÈNE, État actuel de la noblesse belge, Annuaire 1991 et 2008, Bruxelles, 1991 et 2008.
- Marc VAN CAMPENHOUDT, René de Kerchove d'Exaerde, dans Nouvelle Biographie Nationale de Belgique, Tome 8, 2005.